# نادي ليفر سبورت
نادي ليفر سبورت نادي كرة قدم إماراتي من الأندية الخاصة يلعب في دوري الدرجة الثالثة الإماراتي ويقع في العين في أبو ظبي.